# Crida a consultes
La crida a consultes de l'ambaixador (o del cap de missió diplomàtica) és l'ordre que s'envia pel ministre d'Afers Exteriors perquè es personi urgentment a la seva capital, amb l'objecte d'informar sobre un determinat assumpte i rebre instruccions particulars.

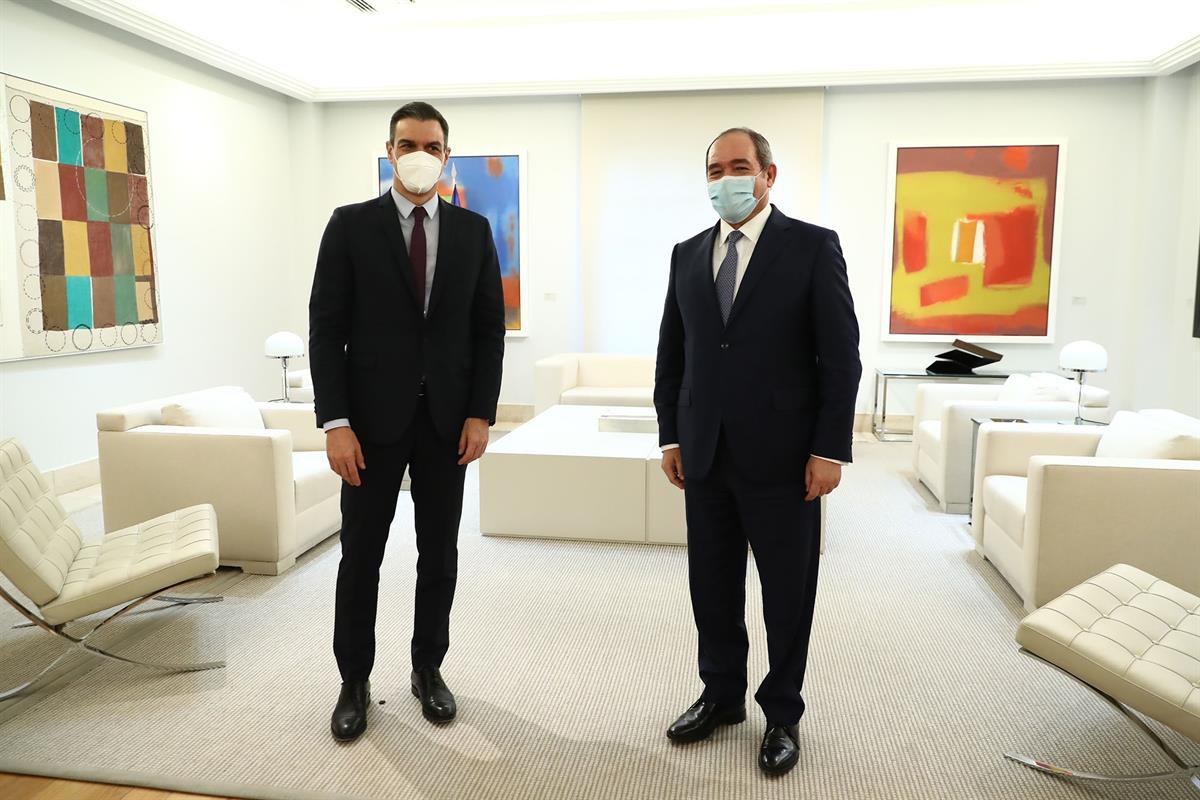
Reunió bilateral entre el president espanyol, Pedro Sánchez, i el ministre d'Afers Exteriors d'Algèria, Sabri Boukadoum en 2021.

No obstant això, el fet de la crida a consultes no respon a aquesta necessitat i la intenció real és mostrar públicament a l'Estat receptor la preocupació o disgust que produïx en l'Estat acreditant una determinada situació. El retorn del cap de Missió a l'Estat receptor pot demorar-se més o menys per a subratllar aquest disgust.
Un exemple seria la crida a consultes de l'ambaixador algerià a Madrid, Said Moussi, per part del seu ministre d'Afers Exteriors Ramtane Lamamra a mitjans del març de 2022 just després que Espanya reconegués la sobirania marroquina a Sàhara Occidental.
Dins d'una hipotètica escala, la gradació d'un episodi de tensió entre dos estats que mantenen relacions diplomàtiques seria (de menys a més) la següent: tramesa d'una nota de protesta; convocatòria de l'Ambaixador (pel Ministeri d'Afers Exteriors davant el qual es troba acreditat, sovint per fer-li entrega personalment d'una nota de protesta); crida a consultes de l'Ambaixador; l'expulsió de l'ambaixador (la representació diplomàtica quedaria en mans d'un encarregat de negocis), la retirada de l'ambaixador (que obligaria al país de l'ambaixador fer un nou nomenament), la suspensió temporal de les activitats de l'ambaixada i la retirada del personal diplomàtic, la suspensió de relacions diplomàtiques i, finalment, trencament de relacions diplomàtiques.
Per part dels mitjans de comunicació és força freqüent - i erroni - confondre la convocatòria d'un ambaixador amb la crida a consultes del mateix ambaixador.